# Михайловский сельский совет (Луганская область)
Михайловский сельский совет (укр. Михайлівська сільська рада) — входит в состав
Кременского района
Луганской области
Украины.

## Населённые пункты совета
- с. Михайловка
- с. Пристино

## Адрес сельсовета
92941, Луганська обл., Кремінський р-н, с. Михайлівка, вул. Леніна, 17; тел. 9-42-42 (укр.)